# Daniel Dae Kim
Daniel Dae Kim, född 4 augusti 1968 i Busan, Sydkorea, är en koreansk-amerikansk skådespelare och producent. Hans familj lämnade Sydkorea för att flytta till Easton, Pennsylvania. Under sin ungdom sysslade han ofta med teater och har haft lärare som Lynn Britt, Morris Carnovsky, Rod Marriott och Dennis Scott. År 1996 tog han mastersexamen inom skådespeleri. Han flyttade till Los Angeles året efter och började få roller ganska snabbt. 
Han bor sedan 2004 på Hawaii där inspelningen av Lost pågick och Hawaii Five-0 pågår. Han spelade rollen som den icke engelsktalande koreanen Jin i Lost och sedan 2010 kriminalpolisen Chin Ho Kelly i Hawaii Five-0.
Dae Kim har medverkat i filmer som American Shaolin, Hulk, Spiderman 2, Crash och han har även medverkat TV-serier som 24 och Cityakuten.

## Filmografi (urval)
- 1991 – American Shaolin
- 1997 – Hämnden är ljuv
- 1997 – Schakalen
- 1998 – Brave New World (TV-film)
- 1998 – No Salida
- 1999 – Crusade (TV-serie)
- 1999 – For Love of the Game
- 2001 – Looking for Bobby D (kortfilm)
- 2003 – Cradle 2 the Grave
- 2003 – Momentum (TV-film)
- 2003 – Hulk
- 2003 – Ride or Die
- 2003 – Sin
- 2003–2004 – Cityakuten (TV-serie)
- 2003–2004 – 24 (TV-serie)
- 2004 – Spider-Man 2
- 2004 – Crash
- 2004–2010 – Lost (TV-serie)
- 2005 – The Cave
- 2006 – 24: The Game (röst i datorspel)
- 2006 – Justice League Unlimited (TV-serie) (röst)
- 2006 – Saints Row (röst i datorspel)
- 2006 – Scarface: The World Is Yours (röst i datorspel)
- 2008 – The Andromeda Strain (TV-serie)
- 2008 – News Movie
- 2008 – Saints Row 2 (röst i datorspel)
- 2010 – The Adjustment Bureau
- 2010–2014 – Hawaii Five-0 (TV-serie)
- 2011 – Arena
- 2011 – Saints Row: The Third (röst i datorspel)
- 2012–2014 – The Legend of Korra (TV-serie) (röst)
- 2013 – Saints Row IV (röst i datorspel)
- 2015 – Insurgent
- 2015 – Once Upon a Time (TV-serie) (röst)
- 2016 – Allegiant
- 2017 – MacGyver (TV-serie)
- 2018 – Miraï, min lillasyster (röst)
- 2019 – Hellboy
- 2019 – The Good Doctor (TV-serie)
- 2019–2020 – She-Ra och prinsessrebellerna (TV-serie) (röst)
- 2021 – Raya och den sista draken (röst)
- 2023 – Star Wars: Visions (TV-serie) (röst)
- 2024 – Avatar: The Last Airbender (TV-serie)